# クロンジュ＝シュル＝ロティーズ
クロンジュ＝シュル＝ロティーズ （Coulonges-sur-l'Autize）は、フランス、ヌーヴェル＝アキテーヌ地域圏、ドゥー＝セーヴル県のコミューン。複数の集落で構成される。

## 由来
Coulongeは、後期ラテン語のColoniaに由来する。早くも8世紀にcolonicæとして現れる。自由農民がColonia内で定住する権利を得ると、彼はcolonと呼ばれるようになった。

## 歴史
サン＝ポンパンの方向にあるトゥルテノン村落は、メロヴィング朝時代に硬貨鋳造の工房があったことで知られた。クロンジュの最古の引用は978年、villa Ecoloniiについての記載である。古代から継承されてきた簡素な農業のドメーヌで、この農場が住民たちのコミュニティーを確立する原因であった可能性がある。1世紀後、Colongiaの人口凝塊が城や教会の周りで始まった。
クロンジュ＝シュル＝ロティーズに関する最初の言及は1207年、城主の報告からである。中世にはクロンジュ＝レ＝ロワイヨー（Coulonges-les-Royaux）またはクロンジュ＝レ＝ロワイヤル（Coulonges-le-Royal）と呼ばれていた。クロンジュ領主マダイヤン・デスタック家は王に仕えて頭角を現し、ルイ11世がジャン・マダイヨン・デスタックの城を撤去させる前に、甥アモーリーが王弟ベリー公シャルルの侍従となったので、ルネサンス様式の城に建て替えられた。大規模な狩りを行うことになり、ルイ11世自身がマニェの城（マリコルヌ卿所有）の中にあるCoulonges-lèz-Réauxへ移った。1469年9月8日、ここでベリー公シャルルと王の和解が行われた。王は和解の条約に署名するため9月18日までここに残っていた · 。
1709年、ひどい不作の後、不足時にやりくりして需要をまかなう時期は困難を極めた。こうして、別の地方や軍隊への穀物供給を阻止するために、王の民兵として戦うべく武装した農民たちは、4月19日夜から20日にかけ王室の穀物蔵を略奪した。
現在のクロンジュの町は、異なる時代に3回の成長を見た小さな町として構成されている。中世の核は、少しばかり中心地から離れており、教会と古い城の周りに集まる形状である。これは、曲がりくねった通りや、細部が中世からの関係性を明らかにしている古い住宅からなり、同心円状になっていることが特徴である。都市化の第二期は16世紀に始まった。ルネサンス様式の城の建設、大きな正方形の広場を囲む地区が改修された。最後に、19世紀は繁栄の時代だった。
石灰窯操業と連動したこの経済の好景気で、主要な道路の貫通工事、鉄道敷設、ホール建設、豪華な住宅地が生まれた。19世紀初頭のブルジョワ階級の住宅や20世紀初頭の別荘は、町に建築ユニットを提供している。
19世紀前半の50年間、製革産業は石灰窯操業とともにクロンジュの主要経済活動の1つであった。1812年、知事へ宛てた書簡の中でクロンジュ市長は、『タヌリー（製革業者）と呼ばれる地区には13の事業者が分散し、レ・クルヴァス地区には3事業者、トゥルテノン村落には1事業者がある。』と述べている。
石灰窯操業の発展は、生産物の輸送を容易にし、新たな販路を見つけることを可能にする、鉄道の敷設と一致していた。石灰窯建設の第一波は、1868年より前に起きた。およそ20の窯のうち10をウイレール社が所有し、地元の経済繁栄を導いた。サン・ロール炭鉱、フェモロー炭鉱から買い付けられた石炭が窯に運ばれた。石灰の生産と販売、燃料や石灰を運搬する大勢の運搬業者が働いていた。石灰は土壌改良や農業収量の増産目的に使われた。1868年より後に起きた第二期では、鉄道路線沿いに窯が設置された。販売エリアにもはや制限はなく、各窯の所有者たちは生産品を輸送することが可能になった。

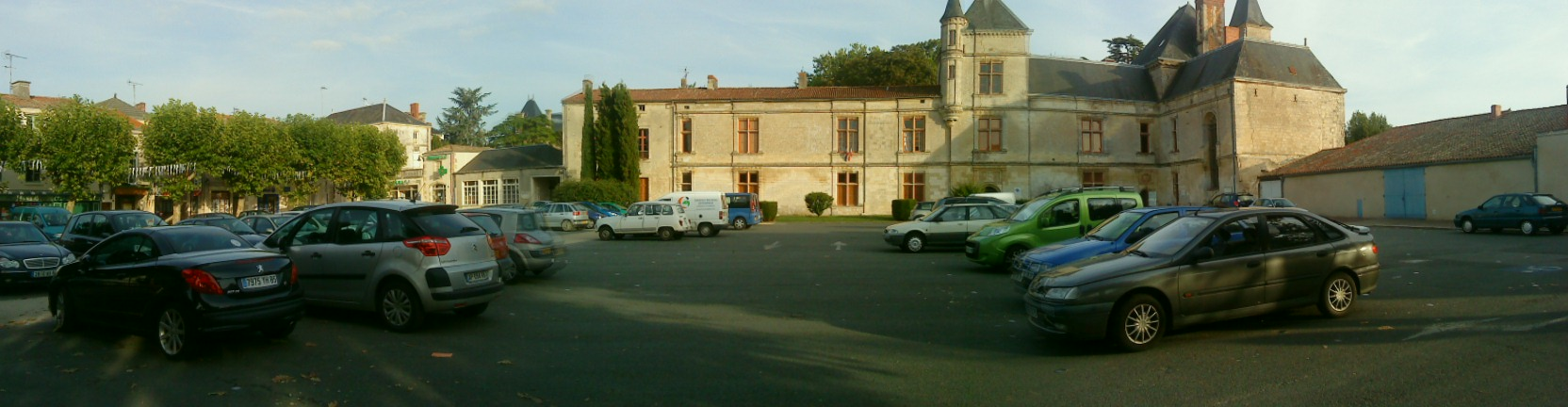
クロンジュ城

## 経済
多くの商店や職人がいるほか、ボイラー製造や暖房資材の工場がある。

## 人口統計
| 1962年 | 1968年 | 1975年 | 1982年 | 1990年 | 1999年 | 2008年 | 2013年 |
| ------ | ------ | ------ | ------ | ------ | ------ | ------ | ------ |
| 1929   | 2021   | 2030   | 2019   | 2021   | 2146   | 2370   | 2374   |

参照元:1962年から1999年までは複数コミューンに住所登録をする者の重複分を除いたもの。それ以降は当該コミューンの人口統計によるもの。1999年までEHESS/Cassini、2004年以降INSEE。

## 史跡
- サンテティエンヌ教会
- クロンジュ城
- 屋根付き市場

## 姉妹都市
- エンディンゲン・アム・カイゼルストゥール、ドイツ
- グラン・ソー、カナダ